# Журавка (Харьковская область)
Журавка (укр. Журавка) — село, 
Великохуторский сельский совет,
Шевченковский район,
Харьковская область.
Код КОАТУУ — 6325783502. Население по переписи 2001 года составляет 14 (5/9 м/ж) человек.

## Географическое положение
Село Журавка находится на одном из истоков реки Сухома,
ниже по течению на расстоянии в 5 км расположено село Юрченково (Чугуевский район).
На расстоянии в 1 км расположено село Бугаевка,
в 2-х км — село Лелюковка.

## История
- 1922 — дата основания.